# Eulimnogammarus
Eulimnogammarus is een geslacht van vlokreeften uit de familie van de Eulimnogammaridae.

## Soorten
- Eulimnogammarus abyssalis (Sowinsky, 1915)
- Eulimnogammarus affinis (Sowinsky, 1915)
- Eulimnogammarus aheneoides Bazikalova, 1945
- Eulimnogammarus aheneus (Dybowsky, 1874)
- Eulimnogammarus asetus Bazikalova, 1945
- Eulimnogammarus brachycoxalis Bazikalova, 1945
- Eulimnogammarus burkani Bazikalova, 1945
- Eulimnogammarus byrkini (Sowinsky, 1915)
- Eulimnogammarus canus (Dybowsky, 1874)
- Eulimnogammarus capreolus (Dybowsky, 1874)
- Eulimnogammarus cruentus (Dorogostaisky, 1930)
- Eulimnogammarus cyanellus Bazikalova, 1945
- Eulimnogammarus cyaneus (Dybowsky, 1874)
- Eulimnogammarus cyanoides (Sowinsky, 1915)
- Eulimnogammarus czerskii (Dybowsky, 1874)
- Eulimnogammarus epimerilis (Sowinsky, 1915)
- Eulimnogammarus exiguus Bazikalova, 1945
- Eulimnogammarus fuscus (Dybowsky, 1874)
- Eulimnogammarus grandimanus Bazikalova, 1945
- Eulimnogammarus heterochirus Bazikalova, 1945
- Eulimnogammarus hyacinthinus (Dybowsky, 1874)
- Eulimnogammarus ibex (Dybowsky, 1874)
- Eulimnogammarus immundus Bazikalova, 1945
- Eulimnogammarus inconspicuus Bazikalova, 1945
- Eulimnogammarus kusnezowi (Sowinsky, 1915)
- Eulimnogammarus laevis (Sowinsky, 1915)
- Eulimnogammarus lividus (Dybowsky, 1874)
- Eulimnogammarus longicornis Bazikalova, 1945
- Eulimnogammarus maackii (Gerstfeldt, 1858)
- Eulimnogammarus macrocarpus (Stock, 1969)
- Eulimnogammarus martiuji Bazikalova, 1945
- Eulimnogammarus melanochlorus (Dorogostaisky, 1930)
- Eulimnogammarus miniatus (Dybowsky, 1874)
- Eulimnogammarus minimus Bazikalova, 1975
- Eulimnogammarus muriniformis Bazikalova, 1945
- Eulimnogammarus murinus (Dybowsky, 1874)
- Eulimnogammarus obsoletus Bazikalova, 1945
- Eulimnogammarus oligacanthus Bazikalova, 1945
- Eulimnogammarus olivaceus (Dybowsky, 1874)
- Eulimnogammarus parvexiformis Bazikalova, 1945
- Eulimnogammarus parvexii (Dybowsky, 1874)
- Eulimnogammarus polyarthrus (Dybowsky, 1874)
- Eulimnogammarus proximus (Sowinsky, 1915)
- Eulimnogammarus rachmanowi (Sowinsky, 1915)
- Eulimnogammarus saphirinus (Dybowsky, 1874)
- Eulimnogammarus schamanensis (Dybowsky, 1874)
- Eulimnogammarus setosus (Dybowsky, 1874)
- Eulimnogammarus similis (Sowinsky, 1915)
- Eulimnogammarus simpliciformis Bazikalova, 1975
- Eulimnogammarus sophiae (Dybowsky, 1874)
- Eulimnogammarus stenophthalmus (Dybowsky, 1874)
- Eulimnogammarus succineus (Dybowsky, 1874)
- Eulimnogammarus testaceus (Dybowsky, 1874)
- Eulimnogammarus toxophthalmus (Dybowsky, 1874)
- Eulimnogammarus ussolzewii (Dybowsky, 1874)
- Eulimnogammarus verrucosus (Gerstfeldt, 1858)
- Eulimnogammarus violaceus (Dybowsky, 1874)
- Eulimnogammarus virgatus (Dorogostaisky, 1930)
- Eulimnogammarus viridiformis (Sowinsky, 1915)
- Eulimnogammarus viridis (Dybowsky, 1874)
- Eulimnogammarus viridulus Bazikalova, 1945
- Eulimnogammarus vittatus (Dybowsky, 1874)